# Radikal 41
Das Radikal 41 mit der Bedeutung Daumen bzw. Zoll ist eines von 31 traditionellen Radikalen der chinesischen Schrift, die aus drei Strichen bestehen. 
Die Siegelschrift-Form von 寸 zeigt eine Hand mit einem Strich darunter. Der Abstand zwischen beiden steht für eine Längeneinheit 寸 (Zoll, ca. 2,54 cm). In der traditionellen chinesischen Medizin gibt es den 寸口脉 Cunkou-Puls, der einen 寸 von der Hand entfernt gemessen wird.

## Schriftzeichenverbindungen, die vom Radikal 41 regiert werden
| Striche | Zeichen  |
| ------- | -------- |
| +0      | 寸       |
| +02     | 对       |
| +03     | 寺寻导   |
| +04     | 寽対寿   |
| +05     | 尀       |
| +06     | 封専     |
| +07     | 尃射尅将 |
| +08     | 將專尉   |
| +09     | 尊尋尌   |
| +11     | 對       |
| +13     | 導       |

 Im Unicodeblock Kangxi-Radikale ist das Radikal 41 unter der Codepointnummer 12.072 (U+2F28) codiert.